# Vaudoncourt (Vosges)
Vaudoncourt település Franciaországban, Vosges megyében. Lakosainak száma 151 fő (2022. január 1.). Vaudoncourt Aingeville, Bulgnéville, Malaincourt, Morville és Saulxures-lès-Bulgnéville községekkel határos.

## Népesség
A település népessége az elmúlt években az alábbi módon változott:
| Lakosok száma | 168  | 162  | 163  | 157  | 158  | 161  | 161  | 156  | 151  |
|               | 2013 | 2015 | 2016 | 2017 | 2018 | 2019 | 2020 | 2021 | 2022 |